# Palacete de Arsénio Morózov
Coordenadas               = 55° 45′ 11,34″ N, 37° 36′ 12,6″ L

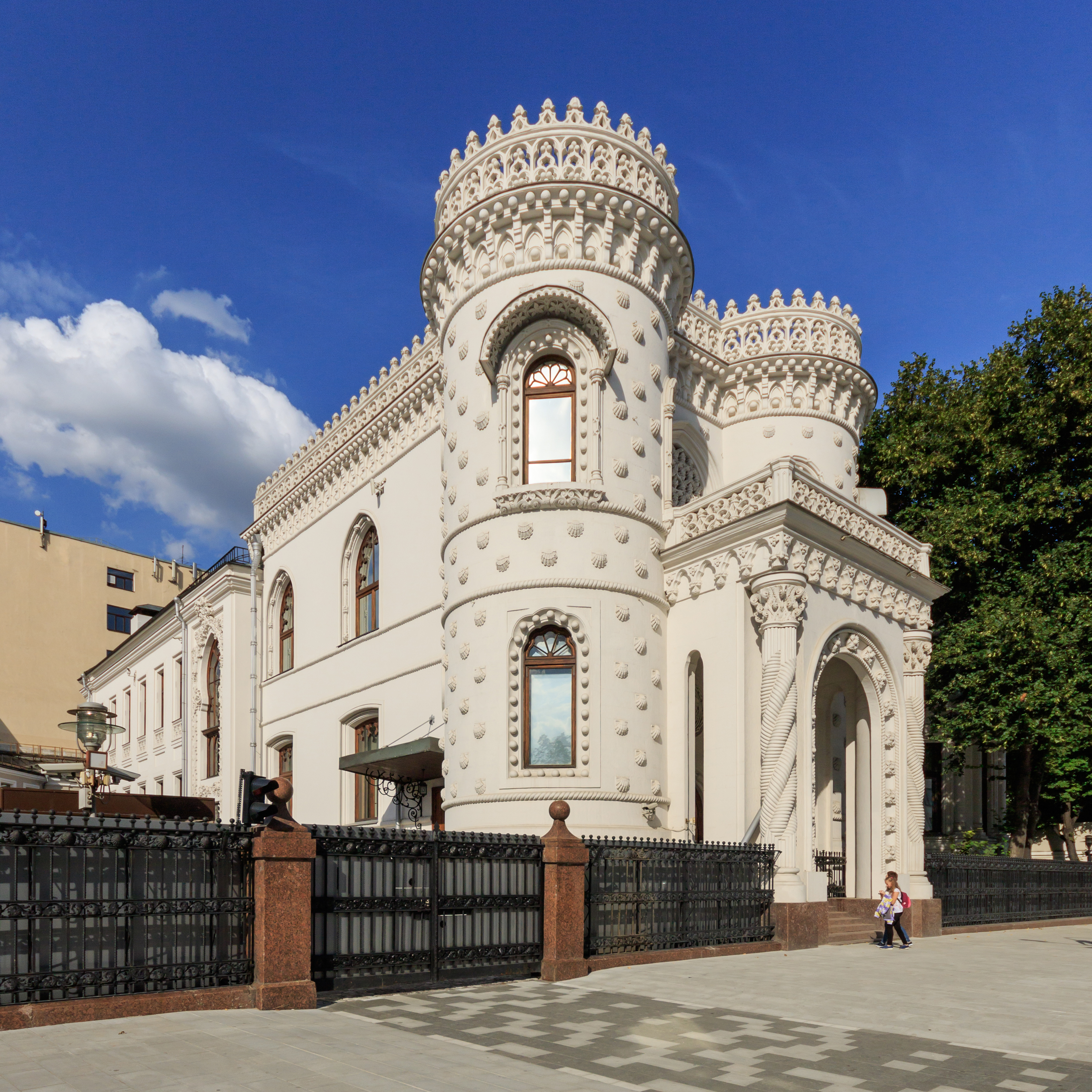
O portal principal do Palacete de Arsénio Morózov

O Palacete de Arsénio Morózov (em russo Особняк Арсения Морозова), sito na cêntrica rua Vozdvizhenka 16 de Moscovo, foi construído entre 1895 e 1899 pelo arquitecto Víctor Mazyrin para o milionário Arsénio Morózov. Ao combinar elementos do Art nouveau e o Ecletismo, o edifício representa, no contexto arquitectónico moscovita, uma exótica amostra sui generis da brilhante estilização inspirada no Manuelino e o Neomourisco.

## História da criação do Palacete
No início dos anos 1890, Arsénio Morózov (1873—1908), descendente de uma família rica de comerciantes russos, estava a viajar por Portugal e Espanha, acompanhado por seu amigo, Víctor Mazyrin (1859—1919). O milionário, bem como o arquitecto, ficaram tão profundamente impressionados com o Palácio da Pena, em Sintra, que Arsénio Morózov se entusiasmou com a ideia de erguer em Moscovo uma casa-castelo que recriasse em traços gerais o estilo do Castelo de Sintra.
Pouco tempo depois, sobre o terreno com o qual a mãe de Arsénio, Varvara Alekséyevna, presenteou o filho no seu vigésimo aniversário, em vez de uma casa neoclassicista dos princípios do século XIX elevou-se um edifício de aspecto estranho. Ainda em fase de construção, o palacete tornou-se alvo dos boatos e gracejos da população moscovita, assim como das críticas por parte dos jornais. A opinião pública da época recebeu o palacete extravagante com quatro pedras na mão, qualificando-o como expressão de uma exorbitante excentricidade. Essa situação foi reflectida, por exemplo, por Leão Tolstói no seu romance  “Ressurreição”  (publicado em 1899): o príncipe Nekhliúdov, passando por uma rua vizinha à mansão de Morózov,  raciocina sobre a construção  “de um palácio tolo e supérfluo para um ser humano estúpido e inútil.”  Ainda existe uma lenda de que a mãe de Arsénio, uma senhora muito recta e satírica, logo após ter visitado, em Dezembro de 1899, a casa recém-construída do seu filho, exclamou desesperadamente:  “Antes fui só eu quem conhecia que és parvo, mas agora todo Moscovo vai aperceber-se disso!” 
O estilo neomourisco manifestou-se da maneira mais expressa na concepção do portal principal flanqueado por duas torres. O vão arqueado da entrada acentuado por duas colunas torsas, as conchas moldadas sobre as torres, a cornija e o ático rendilhados brindam ao palacete um colorido irrepetível. Noutras partes do edifício pode-se vislumbrar elementos de diferentes estilos. Assim, há janelas que estão ladeadas por colunas classicistas. O desenho geral da casa, com pronunciada assimetria das partes do edifício, remonta-se aos modelos típicos da arquitectura do Art nouveau. 
O acabamento interior também reflectiu um amplo leque de interesses do proprietario do palacete. A sala de jantar, o denominado Salão dos Cavaleiros, foi ornamentada em estilo do Revivalismo Gótico. O salão de gala, no qual se ofereciam bailes, estava concebido em estilo Império. O boudoir da esposa de Arsénio Morozov apresentava elementos do estilo Barroco. Igualmente, houve interiores decorados em estilos árabe e chinês.
Arsénio Morózov, afamado boémio e farrista, não teve sorte de viver durante muitos anos no luxo da sua residência exótica. Um dia, em 1908, apostou em que o ser humano é capaz de aguentar qualquer dor e, para prová-lo, deu-se um tiro na perna. Passados três dias, faleceu com a idade de 35 anos, vítima de uma septicemia.

## O Palacete durante a época soviética
Após a Revolução de Outubro de 1917, no palacete albergou-se, durante um curto espaço de tempo, o estado-maior dos anarquistas. Mas já em Maio de 1918, estabeleceu-se lá a Primeira companhia operária móvel do teatro Proletkult, com a qual, no início dos anos 1920, colaborou Serguéi Eisenstein, realizando na ex-mansão de Morózov vários espectáculos vanguardistas. 
Em 1928, o edifício foi entregue ao Comissariado do Povo para as Relações Exteriores. Entre 1928 e 1940, era a sede da Embaixada do Japão; de 1943 a 1945, a redação do jornal inglês em russo  “Britanski Soiuznik”  ( “O Aliado Britânico” ); a partir de 1952 durante dois anos, a Embaixada da Índia. Em 1959, o palacete passou à União das Sociedades Soviéticas de Amizade e Relações Culturais com os Povos dos Países Estrangeiros. Na Casa da Amizade, como o palacete começou a ser chamado comummente, efectuavam-se conferências, encontros com personalidades do mundo da cultura estrangeiras, projectavam-se filmes, etc.

## Estado actual do Palacete

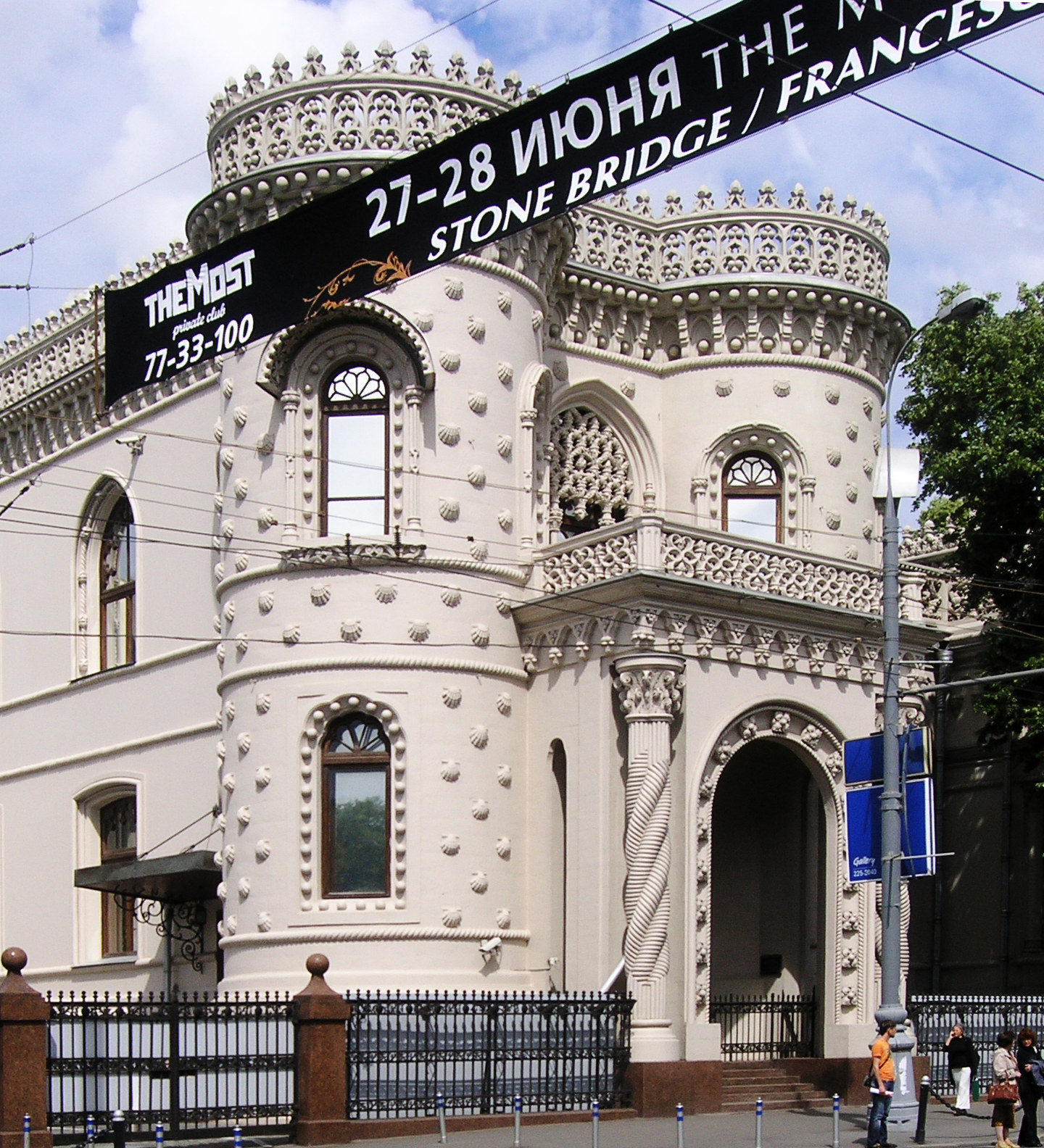
O Palacete depois da restauração

Em 2003, a Direcção de Assuntos Gerais da Presidência da Rússia empreendeu a reconstrução, a restauração e o reequipamento do edifício. Em Janeiro de 2006, no palacete foi inaugurada a Casa de Recepções do Governo da Federação da Rússia.
Actualmente, a antiga mansão de Morózov utiliza-se para levar a efeito encontros entre delegações governamentais, negociações diplomáticas e outros eventos internacionais.
É um monumento arquitectónico inscrito no Registo de Património Cultural da Federação da Rússia sob o número 7710114000 (em russo).